# Иван (Слезюк)
Ива́н Слезю́к  (укр. Іван Слезюк, 14 января 1896, Живачов, Австро-Венгерская империя, ныне Украина — 2 декабря 1973, Ивано-Франковск) — блаженный Украинской грекокатолической церкви, епископ, исповедник.

## Биография
Иван Слезюк родился 14 января 1896 года в селе Живачов, Королевство Галиции и Лодомерии, что было частью Австро-Венгерской империи (ныне — Тлумачский район, Ивано-Франковская область, Украина). Отец греко-католик мать римо-католичка. После окончания Духовной семинарии в 1923 году Иван Слезюк был рукоположён в священника. Иерейский дары передал епископ Григорий Хомишин.
В апреле 1945 года епископ Григорий Хомишин, находясь под угрозой ареста, рукоположил Ивана Слезюка в епископа, чтобы Украинская грекокатолическая церковь, которая подвергалась гонениям со стороны советских властей, не осталась без епископского окормления. 2 июня 1945 года Иван Слезюк был арестован и находился в заключении в течение одного года. 12 июня 1946 года Военный трибунал МВД Станиславовской области приговорил Ивана Слезюка к 10 годам лагерей. Своё заключение Иван Слезюк отбывал в воркутинских лагерях. 15 ноября 1954 года был освобождён по амнистии и вернулся в Ивано-Франковск.
В 1962 году Иван Слезюк был снова арестован и приговорён к пяти годам лагерей строгого режима. После освобождения 30 ноября 1968 года Иван Слезюк находился под строгим надзором КГБ. Иван Слезюк умер 2 декабря 1973 года в Ивано-Франковске.

## Прославление
27 июня 2001 года Иван Слезюк был беатифицирован римским папой Иоанном Павлом II во время его посещения Украины. 29 октября 2001 года мощи блаженного священномученика Ивана Слезюка перенесли в греко-католический кафедральный собор Святого Воскресения в Ивано-Франковске.